# Hradec-Nová Ves (przystanek kolejowy)
Hradec-Nová Ves – przystanek kolejowy w Hradcu-Novej Vsi, w kraju ołomunieckim, w Czechach. Znajduje się na wysokości 385 m n.p.m. i leży na linii kolejowej nr 292..